# Related Designs
Related Designs Software GmbH es un desarrollador de videojuegos establecido en Maguncia, Alemania.

## Historia
La empresa se fundó en enero de 1995 por Thomas Pottkämper, Burkhard Ratheiser, Thomas Stein, Jens Vielhaben.

## Juegos desarrollados
- America: No peace beyond the line (2000)
- No Man's Land: Fight for your Rights! (2003)
- Castle Strike (2003)
- Anno 1701 (2006)
- Anno 1404 (2009)
- Anno 1404 - Venice (2010)
- Anno 2070 (2011)